# Villamiel (kommunhuvudort)
Villamiel är en kommunhuvudort i Spanien.   Den ligger i provinsen Provincia de Cáceres och regionen Extremadura, i den västra delen av landet, 260 km väster om huvudstaden Madrid. Villamiel ligger 758 meter över havet och antalet invånare är 611.
Terrängen runt Villamiel är huvudsakligen kuperad, men åt sydväst är den platt.Runt Villamiel är det ganska glesbefolkat, med 35 invånare per kvadratkilometer. Närmaste större samhälle är Moraleja, 17,0 km sydost om Villamiel. 